# Nikolay Minkov
Nikolay Minkov (tiếng Bulgaria: Николай Минков; sinh 13 tháng 8 năm 1997) là một cầu thủ bóng đá Bulgaria thi đấu ở vị trí tiền vệ cho Cherno More Varna.

## Sự nghiệp
Vào tháng 1 năm 2014, Minkov nằm trong đội hình 25 người của Cherno More vào trại huấn luyện ở Thổ Nhĩ Kỳ. Nikolay ra mắt cho đội bóng trong thất bại 1–2 sân nhà trước Lokomotiv Plovdiv ngày 26 tháng 5 năm 2015, ở vị trí tiền đạo. Ngày 21 tháng 5 năm 2017, anh ghi bàn thắng đầu tiên cho Cherno More trong thất bại 1–2 sân khách trước Lokomotiv Plovdiv. Anh giành danh hiệu Cầu thủ xuất sắc nhất trận đấu mặc dù đội thua cuộc.
Ngày 15 tháng 1 năm 2016, Minkov gia nhập Dobrudzha Dobrich theo dạng cho mượn đến hết mùa giải B Group 2015–16.

## Thống kê sự nghiệp
Tính đến  ngày 3 tháng 3 năm 2018
| Câu lạc bộ               | Mùa giải | Giải vô địch | Giải vô địch | Cúp     | Cúp       | Châu lục | Châu lục  | Tổng    | Tổng      |
| Câu lạc bộ               | Mùa giải | Số trận      | Bàn thắng    | Số trận | Bàn thắng | Số trận  | Bàn thắng | Số trận | Bàn thắng |
| ------------------------ | -------- | ------------ | ------------ | ------- | --------- | -------- | --------- | ------- | --------- |
| Cherno More              | 2014–15  | 1            | 0            | 0       | 0         | —        | —         | 1       | 0         |
| Dobrudzha Dobrich (mượn) | 2015–16  | 13           | 3            | —       | —         | —        | —         | 13      | 3         |
| Cherno More              | 2016–17  | 10           | 1            | 2       | 0         | —        | —         | 12      | 1         |
| Cherno More              | 2017–18  | 11           | 0            | 1       | 0         | —        | —         | 12      | 0         |
|                          | Tổng     | 35           | 4            | 3       | 0         | 0        | 0         | 38      | 4         |